# スーパーキャビテーション・プロペラ
スーパーキャビテーション・プロペラ（Supercavitation propeller）とは、船舶用プロペラの効率改善にスーパーキャビテーションを利用したものである。「スーパーキャビテーティング・プロペラ」とも。
通常の舶用スクリュープロペラにおいては、キャビテーションは推進効率を阻害して金属表面の侵食を起こす有害なものであるが、このプロペラでは積極的に利用して高回転・高速度のスクリュープロペラを実現するとともに摩擦抗力を削減する。
プロペラ裏面の先端部でキャビテーションの泡を発生させ、多数の泡がプロペラ裏面を覆う。この泡によってプロペラ裏面での抗力が減少し推進効率の向上に寄与する。
通常のプロペラでは発生した泡がプロペラ裏面に近接した状態で潰れるため、その衝撃が有害なものとなる。これに対しスーパーキャビテーション・プロペラでは発生した泡はプロペラの後端部から離れ、十分な距離をあけてからつぶれて消失する。
プロペラの断面形状は、先端は鋭いが後端部は断ち切られたクサビ形をしている。ウォータージェット推進よりもエネルギー効率は高い。
日本では海上技術安全研究所がスーパー・キャビテーティング・プロペラの理論設計法を開発し、また遷移期の特性も考慮したトランス・キャビテーティング・プロペラについて研究している。
|  |  |